# Крейда

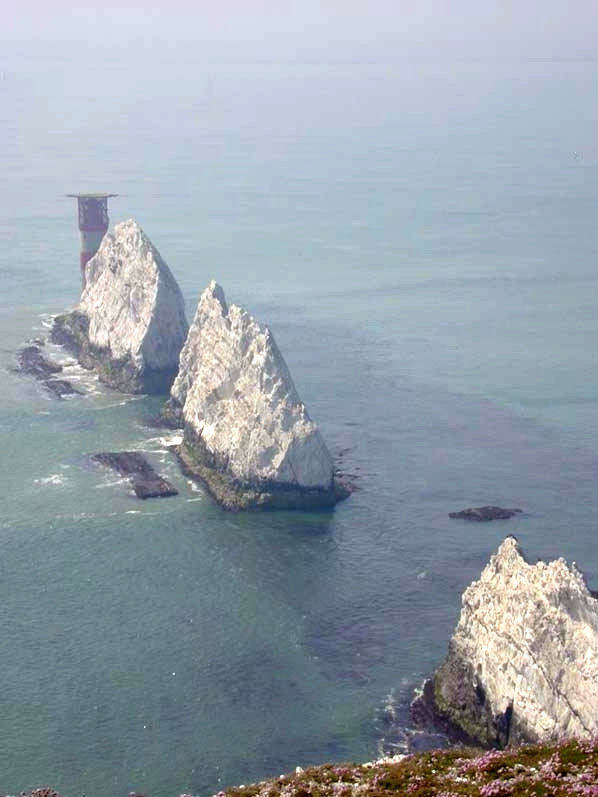
Крейдові скелі

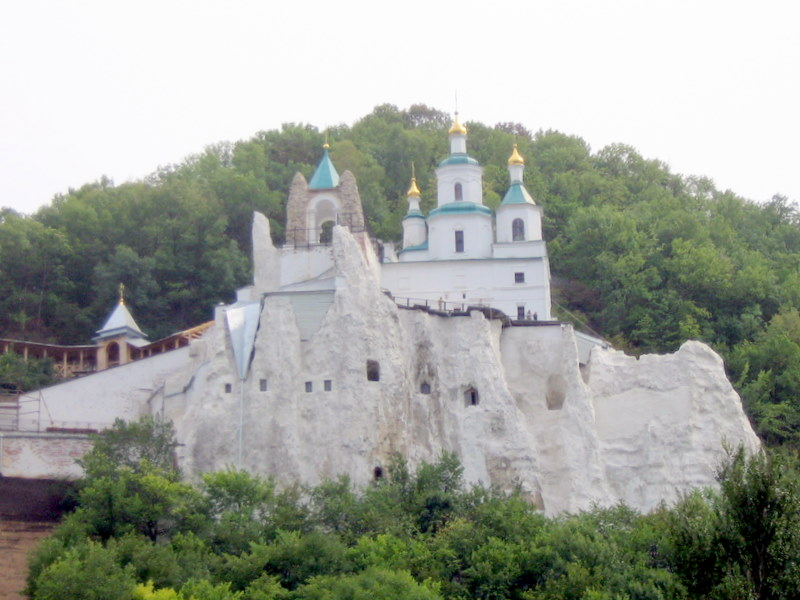
Миколаївська церква на крейдовій горі (Святогірськ)

Крейда (крайда) (від ниж.-нім. Kréide) — осадова напівзв'язна мазка малозцементована гірська карбонатна порода, що на 90-99 % представлена кальцитом, який складається з кальцитових залишків морських планктонних водоростей та дрібних частинок черепашок найпростіших організмів. Утворюється на дні морів внаслідок нагромадження органічних решток (переважно черепашок) і осадження СаСО3 з морської води.

## Загальний опис
Колір білий. Крейда містить значно менше домішок і значно м'якша за вапняк. Розглядаючи порошок крейди під мікроскопом, можна легко спостерігати окремі дрібнесенькі черепашки.
Виділяють також крейду бріансонську (стеарит), іспанську (стеарит), озерну (гажа), французьку (тальк), червону (суміш гематиту з глиною) та інші.
Крейда зустрічається в багатьох місцях і утворює великі поклади.Її розробляють на Донбасі, у Придніпров'ї, Придністров'ї та в інших районах України.

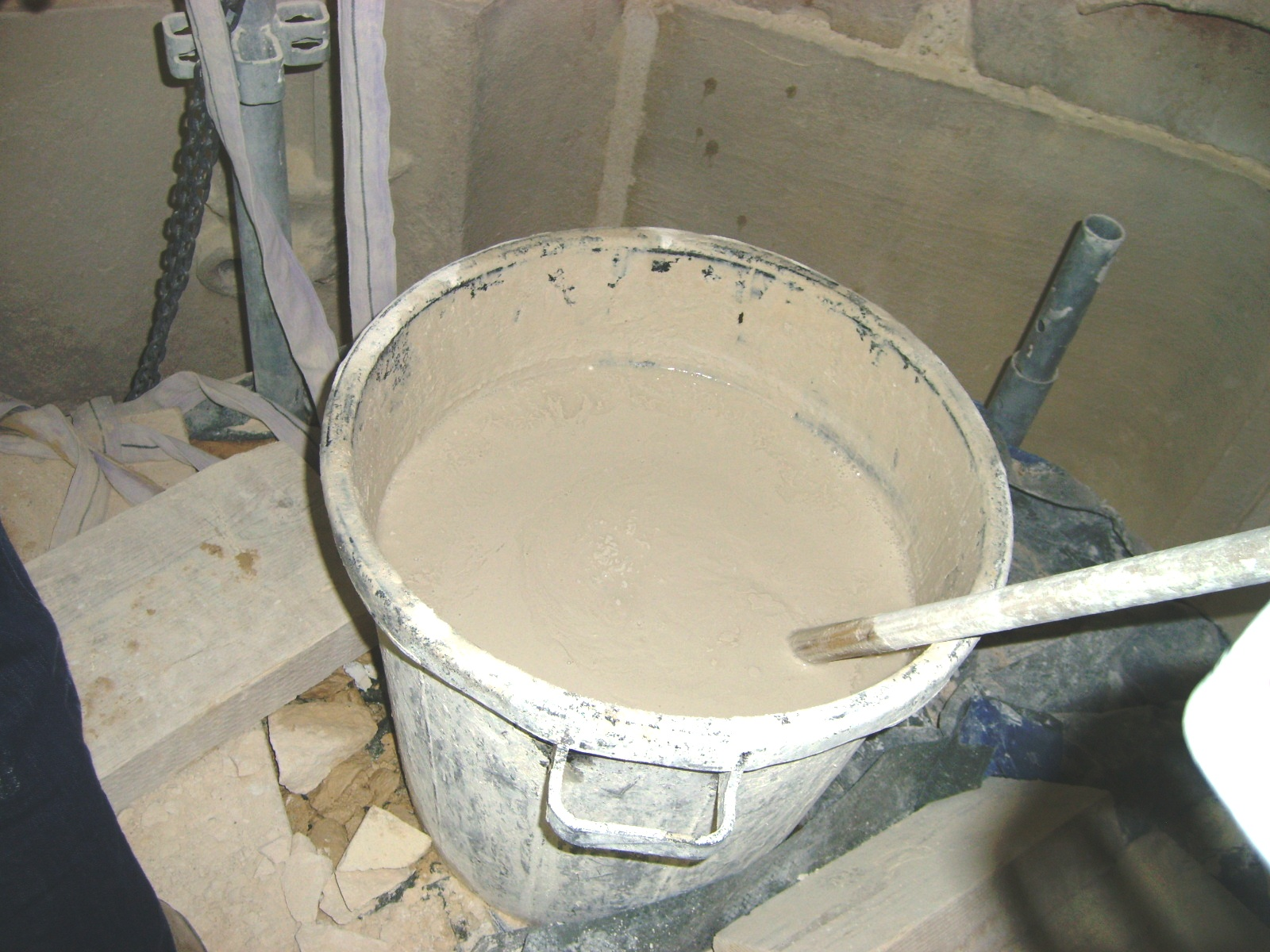
Розчин крейди, який використовується у будівельній справі

## Використання
Використовують у сільському господарстві, паперовій і гумовій промисловості, у будівництві тощо.
Застосовується також як малярна фарба для побілки приміщень, для виготовлення замазок, зубних паст і порошків, як наповнювач ґуми і паперу (зокрема так званого крейдового паперу) тощо. Значні кількості її йдуть для виробництва вапна

## Властивості
Агрегатний стан: твердий, непрозора, крихка, не має блиску.